# 渡辺美知太郎
渡辺 美知太郎（わたなべ みちたろう、1982年（昭和57年）12月28日 - ）は、日本の政治家。栃木県那須塩原市長（2期）。
財務大臣政務官（第4次安倍第1次改造内閣）、参議院議員（1期）を務めた。
妻は栃木県議会議員の渡辺幸子。弟は新宿区議会議員の渡辺美智隆。おじはみんなの党代表や金融担当大臣兼行政改革担当大臣、参議院議員などを歴任した渡辺喜美。祖父は副総理兼外務大臣、大蔵大臣、自由民主党政務調査会長、衆議院議員などを歴任した渡辺美智雄。

## 来歴

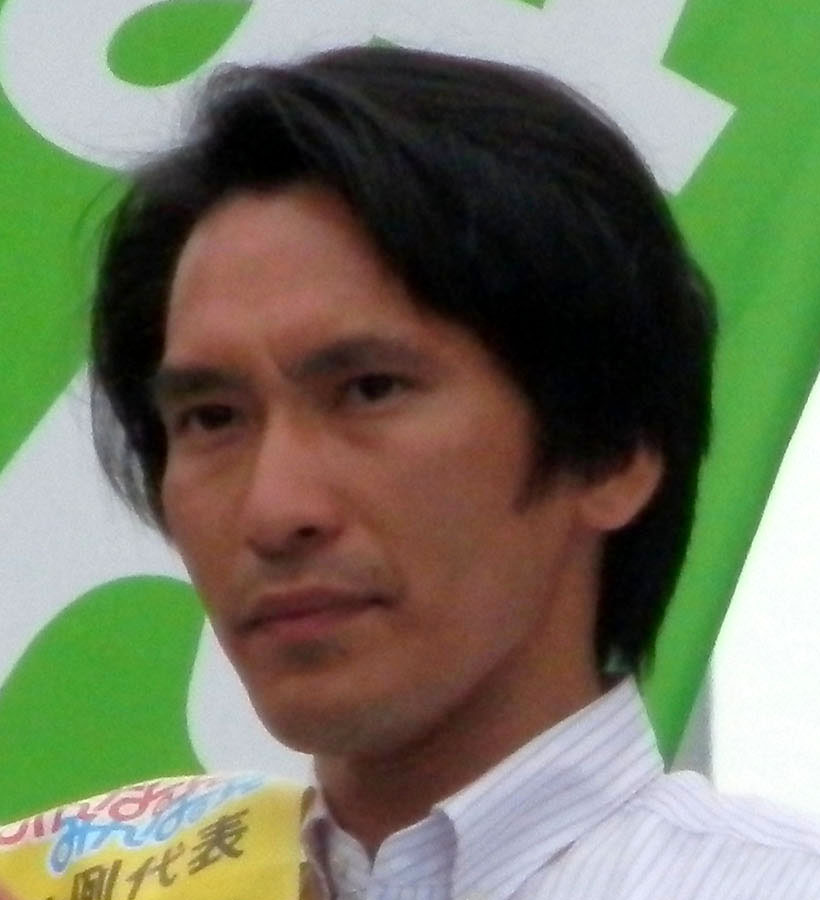
2013年7月17日（歳）

東京都出身。慶應義塾高等学校、慶應義塾大学文学部（美学美術史学専攻）卒業。大学卒業後、会社員を経て、NPO法人全国教育ボランティアの会理事、おじでみんなの党代表の渡辺喜美の秘書を務めた。
2013年、第23回参議院議員通常選挙にみんなの党公認で比例区から立候補し、党内3位の50,253票を獲得して初当選した。みんなの党が2014年11月19日をもって解党した後、同党所属の議員だった松田公太らが設立した日本を元気にする会には参加せず、無党籍のままみんなの党から名称変更した会派「無所属クラブ」に残留した。2016年4月、栃木県庁で行った記者会見で、将来的な自由民主党会派への入会や、自由民主党への入党を示唆し、同年8月3日、無所属クラブを退会し、10月7日に自民党会派に入会した。
2017年5月12日、谷垣グループを離脱した佐藤勉、棚橋泰文らが旗揚げした自民党のグループ「天元会」に参加。同年7月3日、為公会（麻生派）、番町政策研究所（山東派）、天元会が合流して結成された志公会にもオブザーバーとして参加した。2018年、第4次安倍改造内閣の発足により、無所属の参院議員ながら財務大臣政務官に任命された。
2019年4月3日、参議院議員を辞職して4月21日に投開票される那須塩原市長選に立候補することを表明した。同月12日に辞職願が参議院本会議で許可された。なお、旧みんなの党の比例名簿は2014年11月の解党時点で取り下げられており、渡辺の辞職に伴う繰り上げ当選（比例名簿取り下げ前のみんなの党の比例名簿の次点候補は河合純一）は行われず2019年7月まで欠員状態となった。4月21日の投開票の結果、元市議会議長の君島一郎を破り当選。
※当日有権者数：95,514人 最終投票率：43.93%（前回比：-2.93pts）
| 候補者名     | 年齢 | 所属党派 | 新旧別 | 得票数   | 得票率 | 推薦・支持 |
| ------------ | ---- | -------- | ------ | -------- | ------ | ---------- |
| 渡辺美知太郎 | 36   | 無所属   | 新     | 23,488票 | 56.9%  |            |
| 君島一郎     | 63   | 無所属   | 新     | 17,815票 | 43.1%  |            |

2023年4月16日に告示された那須塩原市長選挙には渡辺の他に立候補者がなく無投票で再選。

## 政策・主張
- 日本国憲法の改正に賛成[21]。
- 日本国憲法第9条を改正し、自衛隊の役割や限界を明記することに賛成[21]。
- 集団的自衛権の行使に賛成[21]。
- 村山談話の見直しに反対[21]。
- 日本の環太平洋戦略的経済連携協定（TPP）への参加に賛成[21]。
- 原子力発電は日本に「必要ない」としており、外国への原子力発電の輸出を「進めるべきではない」としている[21]。
- 死刑制度に賛成[21]。